# Siilinjärvi
Siilinjärvi este o comună din Finlanda.